# Liquid Stranger
Martin Stääf, dit Liquid Stranger, né le 13 novembre 1978 à Varberg (Suède), est un compositeur suédois de musique électronique.

## Biographie
Liquid Stranger est un musicien et DJ suédois décrit par Generation Bass comme « l'incarnation du Dubstep transnational englobant tout, des dubs latins, asiatiques, d'Europe de l'Est et jamaïcains Dancehall ». Martin Stääf est connu pour son approche expérimentale de la composition où il fusionne les genres pour créer un style musical unique. Martin Woods de Chillbase décrit la musique de Liquid Stranger comme un  « mélange unique d'Ambience, Big Band Jazz, Dubstep et Psychedelica saupoudré sur des rythmes électroniques Dub Reggae ».

## Vie privée
Martin Stääf vit à Edmond (Oklahoma).